# Косагал
Косага́л (каз. Қосағал) — село у складі Аулієкольського району Костанайської області Казахстану. Входить до складу Дієвського сільського округу.
Населення — 104 особи (2021; 425 у 2009, 1364 у 1999, 1765 у 1989).